# Рыжена
Рыжена (болг. Ръжена) — село в Болгарии. Находится в Старозагорской области, входит в общину Казанлык. Население составляет 1 192 человека.

## Политическая ситуация
В местном кметстве Рыжена, в состав которого входит Рыжена, должность кмета (старосты) исполняет Апостол Георгиев Терзиев (Граждане за европейское развитие Болгарии (ГЕРБ)) по результатам выборов правления кметства.
Кмет (мэр) общины Казанлык — Стефан Христов Дамянов (инициативный комитет) по результатам выборов в правление общины.